# Дыхание Биота
Дыхание Биота (устар. менингитическое дыхание) — патологический тип дыхания, характеризующийся чередованием равномерных ритмических дыхательных движений и длительных (до полуминуты и более) пауз. Наблюдается при органических поражениях мозга, расстройствах кровообращения, интоксикации, шоке и других тяжёлых состояниях организма, сопровождающейся глубокой гипоксией головного мозга.
Впервые описано Камилем Био́ (Camille Biot) (1850—1918) — французским врачом, после наблюдения больного тяжёлой формой менингита в 1876 году.